# Prefektura Kōchi
Prefektura Kōchi (jap. 高知県 Kōchi-ken) – prefektura w Japonii, na wyspie Sikoku (Shikoku). Jej stolicą jest miasto Kōchi.

## Geografia
Prefektura Kōchi znajduje się w południowo-zachodniej części wyspy Sikoku, pomiędzy łańcuchem gór Shikoku (Shikoku-sanchi) a wybrzeżem Oceanu Spokojnego. Jest największą, ale najmniej zaludnioną prefekturą z czterech położonych na wyspie. Teren jest górzysty, a jedynie w kilku obszarach, takich jak w Kōchi i Nakamura, występuje równina przybrzeżna. Przez prefekturę przepływa wiele rzek. Inamura-yama w Tosa-chō jest najwyższym szczytem prefektury o wysokości 1506 m n.p.m.

### Miasta
Miasta prefektury Kōchi:

- Aki
- Kami
- Kōchi (stolica)
- Kōnan
- Muroto
- Nankoku
- Shimanto
- Sukumo
- Susaki
- Tosa
- Tosashimizu

### Miasteczka i wioski
- Powiat Agawa
  - Ino
  - Niyodogawa
- Powiat Aki
  - Geisei
  - Kitagawa
  - Nahari
  - Tano
  - Tōyō
  - Umaji
  - Yasuda
- Powiat Hata
  - Kuroshio
  - Mihara
  - Ōtsuki
- Powiat Nagaoka
  - Motoyama
  - Ōtoyo
- Powiat Takaoka
  - Hidaka
  - Nakatosa
  - Ochi
  - Sakawa
  - Shimanto
  - Tsuno
  - Yusuhara
- Powiat Tosa
  - Ōkawa
  - Tosa